# 麦迪亚
麦迪亚（阿拉伯语：‎）是阿尔及利亚麦迪亚省的省会。